# BMW N63

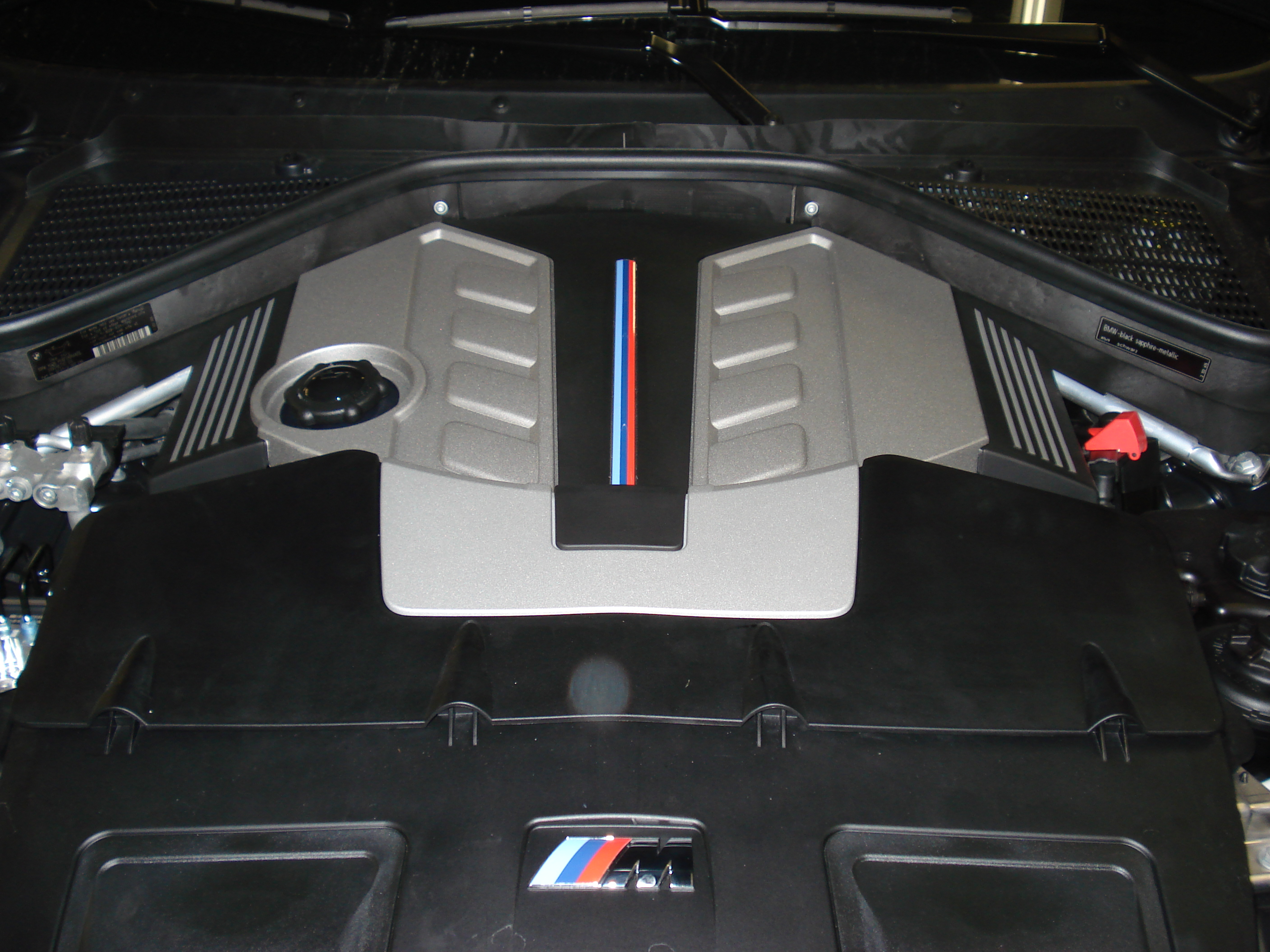
S63B44

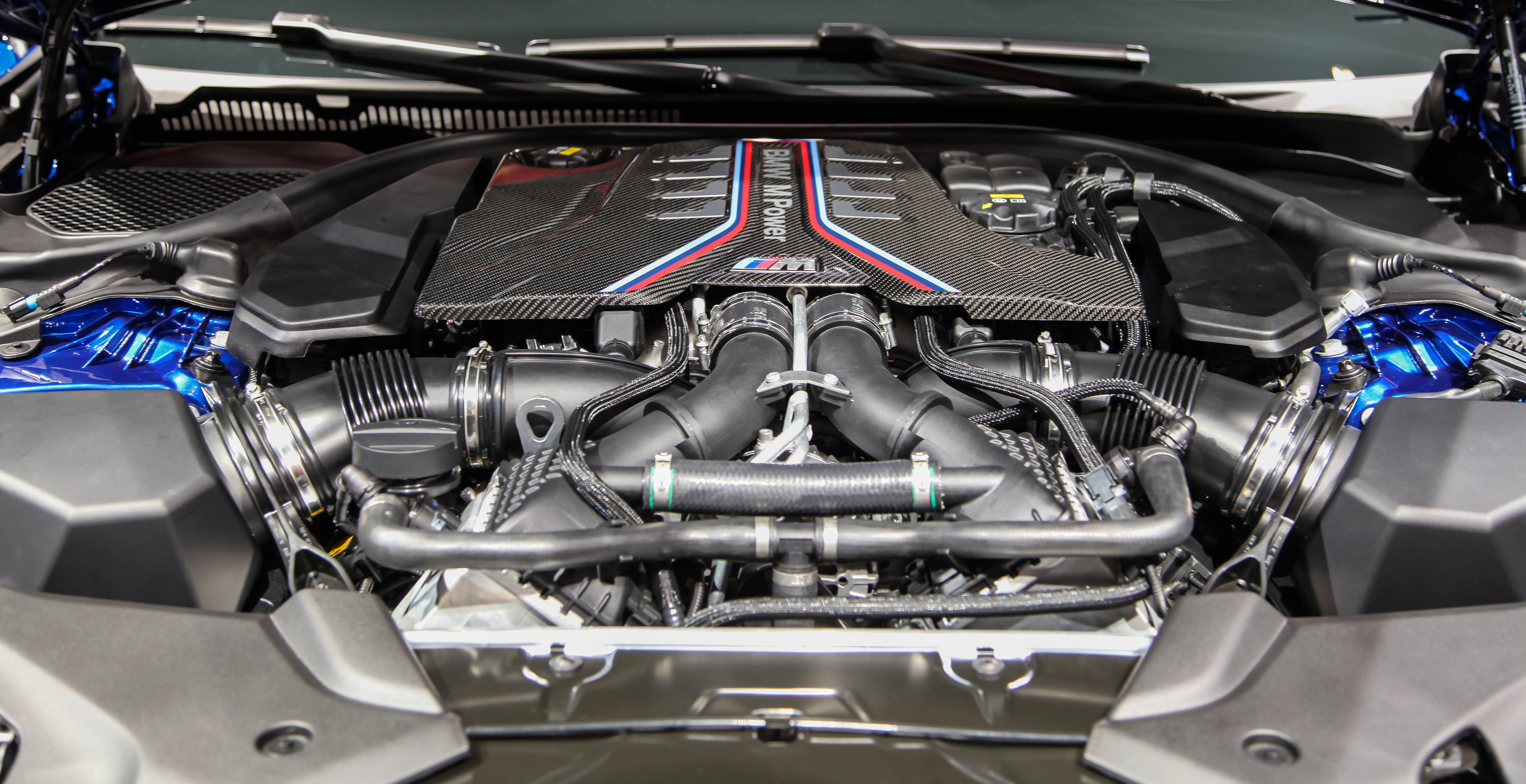
S63T4

BMW N63 — бензиновый двигатель внутреннего сгорания производства компании BMW, выпускаемый с 2008 года.
Двигатель оснащён двойным турбонаддувом и прямым впрыском топлива. Первый двигатель, представленный в 2008 году, развивал мощность 300 кВт. Основанный на блоке цилиндров, двигатель BMW N63 имеет алюминиевые головки цилиндров. На каждый ряд цилиндров под углом 90 градусов установлены два верхних распределительных вала, приводимых в движение цепью газораспределительного механизма. Управление зависит от VANOS.

## Технические характеристики
| Тип      | Степень сжатия | Мощность (кВт) при об/мин | Крутящий момент (Н·м) при об/мин | Модель                            |
| -------- | -------------- | ------------------------- | -------------------------------- | --------------------------------- |
| N63B44O0 | 10:1           | 300 при 5500—6400         | 600 при 1750—4500                | E70 X5 xDrive50i E71 X6 xDrive50i |
| S63 T4   | 10:1           | 441 при 5600—6700         | 750 при 1800—5600                | BMW M5 F90                        |
| P63/1    |                | 367—441                   |                                  | BMW M8 GTE                        |